# L’Étoile (Somma)
L’Étoile – miejscowość i gmina we Francji, w regionie Hauts-de-France, w departamencie Somma.
Według danych na rok 1990 gminę zamieszkiwały 1334 osoby, a gęstość zaludnienia wynosiła 169 osób/km² (wśród 2293 gmin Pikardii Etoile plasuje się na 215. miejscu pod względem liczby ludności, natomiast pod względem powierzchni na miejscu 612.).